# Simulium tricorne
Simulium tricorne es una especie de insecto del género Simulium, familia Simuliidae, orden Diptera.

## Distribución
Se distribuye por Guatemala.

## Taxonomía
Fue descrita científicamente por Leon, 1945.